# Серхіо Ескудеро (футболіст, 1988)
Серхіо Аріель Ескудеро (ісп. Sergio Ariel Escudero / яп. エスクデロ 競飛王; нар. 1 вересня 1988, Гранада, Іспанія) — японський футболіст іспанського походження, атакувальний півзахисник та нападник клубу Прем'єр-ліги 1 Вікторії «Норз Джилонг».
Народився в Іспанії, але на міжнародному рівні представляв олімпійську збірну Японії. Син аргентино-японського футболіста Серхіо Аріеля Ескудеро.

## Клубна кар'єра
У 3-річному віці переїхав до Японії, де його батько знайшов роботу та виступав за один з місцевих клубів. В Японії проживав протягом п'яти років. Потім переїхав до Аргентини, де розпочав свою кар'єру в юнацькій команді «Велес Сарсфілд», де грав його батько, також на ім'я Серхіо Аріель Ескудеро, і дядько Освальдо Сальвадор Ескудеро. Отримував виклик на збори юнацької збірної Аргентини (U-15).
У 2001 році повернувся до Японії та приєднався до молодіжної команди «Касіва Рейсол» з Чіби, а згодом переїхав до молодіжної команди «Урава Ред Даймондс» з Сайтами. Відзначався високою результативністю у матчах молодіжного чемпіонату й у квітні 2005 року підписав контракт з «Урава Редс». Виступав на позиції нападника. На професійному рівні дебютував 15 квітня 2005 року в поєдинку проти «Альбірекс Ніїґати» у віці 16 років, 8 місяців і 21 дня, завдяки чому став другим наймолодшим гравцем дивізіону Першого дивізіону Джей-ліги після Морімото Такаюкі. 8 вересня того ж року підписав з клубом професійний контракт. Відвідував середню школу Сайтама Сакае в префектурі Сайтама (його батько тренував шкільну футбольну команду), але залишив школу одночасно з переходом до «Урава Ред Даймондс». 29 березня 2006 року відзначився першим голом у дорослому футболі, у кубку Японії проти «Токіо». У 2006 році ним зацікавився німецький клуб «Штутгарт», але японський клуб відмовився його відпустити.
11 червня 2007 року отримав японське громадянство, завдяки чому мав шанс зіграти за молодіжну збірну Японії на молодіжному чемпіонаті світу 2007 року в Канаді. Однак він не зміг потрапити на турнір, оскільки команда вже була сформована до того, як він став громадянином Японії. У травні 2008 року приєднався до олімпійської збірної Японії, яка брала участь у турнірі в Тулоні 2008, на якому відзначився голом у воротах Кот-д'Івуару.
У 2009 році з приходом на тренерський місток Фолькера Фінке почав виходити на заміну та в стартовому складі. 5 травня відзначився своїм першим голом у Джей-лізі 1, в поєдинку проти «Касіви Рейсол». Після цього часто вибував через травми, але зрештою зіграв у 30 офіційних матчах, що є найбільшою кількістю з моменту переходу в «Ураву».
6 березня 2010 року вийшов у стартовому складі в матчі першого туру проти «Касіми Антлерс», але після цього його мучили неодноразові травми, а після повернення був черговий рецедив травми й знову тривалий період часу поза футболом, тому зіграв значно менше поєдинків у порівнянні з попереднім роком. Однак він відзначався голами в матчі проти «Сьонан Бельмаре» (21 серпня) та проти «Альбірекс Ніїґати» (25 вересня), а 27 листопада також відзначився голом, який зрівняв рахунок, наприкінці фінального матчу проти «Кавасакі Фронтале».
У 2011 році не отримував шансів дограти до фінальної стадії, але після того, як новим тренером став Такаші Хорі, закріпився як один із найкращих нападників клубу. Завдяки антропометричним даним розпочинав атаки свого клубу, але 26 листопада в першому таймі матчу проти «Авіспа Фукуоки» отримав травму внаслідок контакту з воротарем команди-суперниці, через що був замінений по ходу матчу. У Серхіо діагностували ушкодження лівого напівперетинчастого м'яза, після чого пропустив усі офіційні матчі.
У 2012 році вийшов на поле з лави запасних лише в одному матчі «Урава Ред Даймондс». 17 липня 2012 року перейшов у 6-місячну оренду до південнокорейського «Сеула». Отримав футболку з 26-м ігровим номером. Після переходу отримав місце в стартовому складі і вперше за два роки взяв участь чемпіонаті як гравець основи. Став другим гравцем з японським паспортом, який виступав у команді, після Маедзоно Масакійо (на той час команда називалася «Anyang LG Cheetahs»). 21 липня дебютував за нову команду в переможному (6:0) поєдинку «Пусан Ай Парк», в якому також відзначився дебютним голом за столичний колектив. За підсумками сезону відзнався 4-ма голами та віддав три гольові передачі. У грудні південнокорейський клуб викупив його контракт. 26 жовтня 2013 року відзначився першим голом й віддав результативну передачу на Деяну Дам’яновичу, який зрівняв рахунок (2:2) у фінальному матчі Ліги чемпіонів АФК 2013 проти китайського гранда «Гуанчжоу Евергранд». Завдяки вдалій грі визнаний найкращим гравцем матчу.
У 2013 році номер на ігровій футболці на 9-ку і з 2012 року продовжив виступати як гравець основи. Незважаючи на те, що його результативність на деякий час знизилася, відновився завдяки пораді менеджера Чхве Йон Су та зробив вагомий внесок команди у першому поєдинку фіналу Ліги чемпіонів АФК. У фіналі вперше зіграв (його команда брала участь у фіналі, коли виступав за «Урава Редс», але залишився поза лавою запасних), відкрив рахунок у першому матчі, потім дозволив відігратися, але асистував на Деян Дам'яновича, який відзначився голом. У матчі-відповіді ще раз асистував на Дам'яновича, зрівняв рахунок, але не зміг здобути перемоги через різницю м'ячів на виїзді.
25 лютого 2015 року підписав дворічний контракт із командою китайської Суперліги «Цзянсу Сейнті». У 29-ти матчах відзначився 6-ма голами та 8-ма голами. Допоміг «Цзянсу» виграти кубок Китаю. Хоча він протягом року залишався гравцем основи, його було вилучено з легіонерської квоти через масштабне підсилення, яке «Цзянсу» провів під час міжсезоння наступного року, а 13 лютого 2016 року клуб розірвав угоду з гравцем. 24 лютого того ж року приєднався до «Кіото Санґа».
6 липня 2018 року було оголошено, що Серхіо відправиться в піврічну оренду до «Ульсан Хьонде».
У 2020 році перейшов до «Тотіґі».
25 квітня 2021 року було оголошено, що контракт було скасовано Японською футбольною асоціацією 22 квітня через «дії, які порушують порядок і мораль клубу», як зазначено в статті 9, 1(5) договору гравця. 24 травня того ж року «Чіангмай Юнайтед», який вийшов до першої ліги Тайланду, оголосив про підписання Ескудеро.
У червні 2022 року покинув «Чіангмай Юнайтед». 1 серпня 2022 року приєднався до клубу Прімера-Дивізіону Сальвадора «Атлетіко Марте».
У травні 2023 року перейшов до «Баньюл Сіті» з Першого дивізіону чемпіонату Штату Вікторія.

## Особисте життя
Син колишнього однойменного аргентинсько-японського футболіста, народився в родині аргентиців іспанського походження в Іспанії, тому мав подвійне аргентинське та іспанське громадянство. У 2007 році автоматично отримав японське громадянство внаслідок натуралізації свого батька. Серхіо — двоюрідний брат Даміана Ескудеро та племінник Освальдо Ескудеро.

## Цікаві факти
- Спочатку він мав подвійне громадянство, Аргентини та Іспанії[4].
- Хоча Серхіо виріс у Японії та Аргентині, його рідною мовою є японська, оскільки він довше прожив у Японії. Також вільно володіє іспанською мовою і використовує її під час спілкування з родиною.
- Під час виступів за молодіжну команду «Велес Сарсфілд» грав разом з Ніколасом Отаменді.
- Коли його викликали представляти Японію на Олімпійських іграх у Пекіні за порадою товариша по команді, Маркуса Танаки, він спробував змінити своє зареєстроване ім’я на Kyohiou Кандзі, але на турнір він не поїхав.
- В молодості полюбляв гамбургери та колу і боровся з зайвою вагою, але став більш професійним, піклуючись про себе, та схуднув[21].
- 21 серпня 2010 року після забитого м'яча у ворота «Сьонан Бельмаре», від радості закотив футболку, оголивши верхню частину тіла, і отримав жовту картку. Це була його четверта жовта картка, через що Серхіо не зміг взяти участь у наступній грі проти «Касіма Антлерс».
- Відзначився голом і двома результативними передачами у двох матчах проти футбольного клубу «Гуанчжоу Евергранд» у фіналі Ліги чемпіонів АФК 2013. Тренер Гуанчжоу Марчелло Ліппі сказав про Ескудеро наступні слова: «Він номер один в Азії»[22].
- 8 грудня 2013 року оголосив про одруження.

## Статистика виступів

### Клубна
| Клуб                 | Сезон             | Ліга                | Ліга  | Ліга | Кубок ФА | Кубок ФА | Кубок ліги | Кубок ліги | АЛЧ   | АЛЧ  | Суперкубок | Суперкубок | Загалом | Загалом |
| Клуб                 | Сезон             | Дивізіон            | Матчі | Голи | Матчі    | Голи     | Матчі      | Голи       | Матчі | Голи | Матчі      | Голи       | Матчі   | Голи    |
| -------------------- | ----------------- | ------------------- | ----- | ---- | -------- | -------- | ---------- | ---------- | ----- | ---- | ---------- | ---------- | ------- | ------- |
| «Урава Ред Даймондс» | 2005              | Джей-ліга 1         | 5     | 0    | 0        | 0        | 2          | 0          | —     | —    | —          | —          | 7       | 0       |
| «Урава Ред Даймондс» | 2006              | Джей-ліга 1         | 1     | 0    | 0        | 0        | 3          | 1          | —     | —    | 0          | 0          | 4       | 1       |
| «Урава Ред Даймондс» | 2007              | Джей-ліга 1         | 1     | 0    | 0        | 0        | 0          | 0          | 0     | 0    | 0          | 0          | 1       | 0       |
| «Урава Ред Даймондс» | 2008              | Джей-ліга 1         | 13    | 0    | 2        | 1        | 1          | 0          | 1     | 0    | —          | —          | 17      | 1       |
| «Урава Ред Даймондс» | 2009              | Джей-ліга 1         | 23    | 3    | 0        | 0        | 7          | 1          | —     | —    | —          | —          | 30      | 4       |
| «Урава Ред Даймондс» | 2010              | Джей-ліга 1         | 17    | 3    | 2        | 1        | 3          | 0          | —     | —    | —          | —          | 22      | 4       |
| «Урава Ред Даймондс» | 2011              | Джей-ліга 1         | 20    | 1    | 0        | 0        | 6          | 1          | —     | —    | —          | —          | 26      | 2       |
| «Урава Ред Даймондс» | 2012              | Джей-ліга 1         | 1     | 0    | —        | —        | 0          | 0          | —     | —    | —          | —          | 1       | 0       |
| «Урава Ред Даймондс» | Загалом           | Загалом             | 81    | 7    | 4        | 2        | 22         | 3          | 1     | 0    | 0          | 0          | 108     | 12      |
| «Сеул»               | 2012              | К-Ліга 1            | 20    | 4    | 0        | 0        | —          | —          | —     | —    | —          | —          | 20      | 4       |
| «Сеул»               | 2013              | К-Ліга 1            | 34    | 4    | 3        | 0        | —          | —          | 12    | 2    | —          | —          | 49      | 6       |
| «Сеул»               | 2014              | К-Ліга 1            | 32    | 6    | 5        | 1        | —          | —          | 11    | 2    | —          | —          | 48      | 9       |
| «Сеул»               | 2015              | К-Ліга 1            | 0     | 0    | 0        | 0        | —          | —          | 1     | 1    | —          | —          | 1       | 1       |
| «Сеул»               | Загалом           | Загалом             | 86    | 14   | 8        | 1        | —          | —          | 24    | 5    | —          | —          | 118     | 20      |
| «Цзянсу Сейнті»      | 2015              | Китайська Суперліга | 29    | 6    | 5        | 0        | —          | —          | —     | —    | —          | —          | 34      | 6       |
| «Кіото Санґа»        | 2016              | Джей-ліга 2         | 38    | 5    | 2        | 1        | —          | —          | —     | —    | —          | —          | 40      | 6       |
| «Кіото Санґа»        | 2017              | Джей-ліга 2         | 21    | 0    | 1        | 0        | —          | —          | —     | —    | —          | —          | 22      | 0       |
| «Кіото Санґа»        | 2018              | Джей-ліга 2         | 15    | 0    | 0        | 0        | —          | —          | —     | —    | —          | —          | 15      | 0       |
| «Кіото Санґа»        | Загалом           | Загалом             | 74    | 5    | 3        | 1        | —          | —          | —     | —    | —          | —          | 77      | 6       |
| Усього за кар'єру    | Усього за кар'єру | Усього за кар'єру   | 270   | 32   | 20       | 4        | 22         | 3          | 25    | 5    | 0          | 0          | 337     | 44      |

### У збірній
| Національна збірна | Рік     | Матчі | Голи |
| ------------------ | ------- | ----- | ---- |
| Японія (U-23)      | 2008    | 5     | 1    |
| Загалом            | Загалом | 5     | 1    |

Рахунок та результат олімпійської збірної Японії в таблиці наведений на першому місці.
| № | Дата           | Місце                      | Суперник    | Рахунок | Результат | Змагання             |
| - | -------------- | -------------------------- | ----------- | ------- | --------- | -------------------- |
| 1 | 30 травня 2008 | Стад Майол, Тулон, Франція | Кот-д'Івуар | 1–1     | 2–2       | Турнір у Тулоні 2008 |

## Досягнення
«Урава Ред Даймондс»
- Джей-ліга 1
  -  Чемпіон (1): 2006

- Кубок Імператора Японії
  -  Володар (2): 2005, 2006

- Ліга чемпіонів АФК
  -  Чемпіон (1): 2007

- Суперкубок Японії
  -  Володар (1): 2006

«Сеул»
- К-Ліга 1
  -  Чемпіон (1): 2012

«Цзянсу Сейнті»
- Кубок Китаю
  -  Чемпіон (1): 2015[23]